# Marcos Daniel
Marcos Diniz Daniel (Passo Fundo, 4 de julho de 1978), mais conhecido como Marcos Daniel, é um ex-tenista profissional brasileiro que atuou de 1997 a 2011. Defendeu o Brasil em Copa Davis, disputou os Jogos Pan-americanos de 2007 na cidade do Rio de Janeiro e participou dos Jogos Olímpicos de Verão de 2008 em Pequim.

## Trajetória esportiva
Marcos Daniel começou jogando tênis aos cinco anos de idade e aos doze decidiu se tornar profissional.
Cinco anos depois, em 1995, marcou seu primeiro ponto no ranking mundial em Brasília, se profissionalizou em 1997 jogando torneios menores no circuito ITF, mas aos 19 anos, Daniel sofreu com uma hérnia de disco e teve que se manter praticamente inativo por quatro anos - mal havia começado a carreira de profissional, e via-se ameaçado de nunca mais jogar. Contudo, conseguiu vencer o problema e retornar às quadras. Só jogou uma partida de nível ATP no ano de 2002, em Viña del Mar, Chile.
Em 2004, por causa do boicote dos melhores tenistas brasileiros ranqueados na ATP contra a Confederação Brasileira de Tênis (CBT), cuja administração era cercada de suspeitas, Marcos Daniel foi convocado para jogar a Copa Davis contra o Paraguai. Na ocasião, após estar vencendo Francisco Rodrigues por 2 sets a zero na Costa do Sauípe, sentiu a pressão e acabou derrotado por 3 a 2, contribuindo para a derrota do Brasil naquele confronto por 3 a 2, o que determinou o rebaixamento da equipe.
Em 2007 foi chamado novamente, mas dessa vez como suplente, contra a Áustria.
Em 2008 ganhou muitos challengers (torneios de nível mediano), quase adentrando ao top 60 mundial. Ganhou o apelido de Mr. Colômbia, por obter sequências arrasadoras de vitórias neste país. No mesmo ano representou o Brasil nos Jogos Olímpicos de Pequim, jogando nas simples.
Em 2009 começou o ano com lesões, mas logo se recuperou. Conquistou mais três challengers no saibro, sua especialidade. Não foi convocado para enfrentar a Colômbia pela Copa Davis devido a desentendimento quanto ao valor do patrocínio. Em 2009 também fez sua melhor campanha na carreira, ao chegar à semifinal do ATP de Gstaad, na Suíça.
Em 2010 havia ganho um challenger em abril, no Brasil, e vinha fazendo um ano discreto. Mas, em outubro e novembro, venceu dois challengers em sequência, com dez vitórias seguidas, derrotando inclusive o top30 Thomaz Bellucci na final de um deles. Com isso, Daniel reafirmou seu apelido de Rei da Colômbia, pois obteve seu oitavo título em solo colombiano.
Já enfrentou o suíço Roger Federer em 2005 na primeira rodada de Bangkok, na Tailândia, e o espanhol Rafael Nadal em 2009 na primeira rodada de Roland Garros, em ambas as partidas perdendo mas realizando um bom jogo.
Foi treinado por Larri Passos e Marcus Barbosa. Participou de vários Grand Slams em simples e duplas, mas apenas em dois passou da primeira rodada. Foi um dos maiores vencedores de torneios challenger, com 14 títulos (o maior vencedor de challengers é o taiwanês Yen-Hsun Lu, com 21 títulos).
Realizou seu último jogo em abril de 2011 e, após inúmeras lesões, encerrou sua carreira.
Em 2012, já aposentado, disputou o Grand Champions Rio, uma das etapas do torneio ATP Champions Tour, que reúne ex-atletas do tênis mundial.

## Ranking
- Atual ranking de simples: 227º
- Melhor ranking de simples: 56º (14 de setembro de 2009)
- Atual ranking de duplas: 838º
- Melhor ranking de duplas: 102º (5 de dezembro de 2005)

## Evolução do ranking de simples
Posição na última semana de cada ano:
- 1996: n° 397 do mundo
- 1997: n° 471 do mundo
- 1998: n° 530 do mundo
- 1999: n° 344 do mundo
- 2000: n° 526 do mundo
- 2001: n° 195 do mundo
- 2002: n° 236 do mundo
- 2003: n° 169 do mundo
- 2004: n° 267 do mundo
- 2005: n° 94 do mundo
- 2006: n° 165 do mundo
- 2007: n° 118 do mundo
- 2008: n° 87 do mundo
- 2009: nº 87 do mundo
- 2010: nº 96 do mundo

## Títulos (21)

### Simples (14)
| Legenda (simples)               |
| Grand Slam (0)                  |
| ATP World Tour Masters 1000 (0) |
| ATP World Tour 500 (0)          |
| ATP World Tour 250 (0)          |
| ATP Challenger Tour (14)        |

| Títulos por piso |
| Duro (1)         |
| Grama (0)        |
| Saibro (13)      |
| Carpete (0)      |

| N.  | Data                   | Torneio             | Piso   | Oponente na final    | Placar           |
| 1.  | 2 de setembro de 2003  | Gramado, Brasil     | Duro   | José de Armas        | 7–5, 7–5         |
| 2.  | 18 de julho de 2005    | Bogotá, Colômbia    | Saibro | Jean-Julien Rojer    | 6–4, 6–4         |
| 3.  | 17 de outubro de 2005  | Bogotá, Colômbia    | Saibro | Daniel Köllerer      | 6–2, 6–3         |
| 4.  | 7 de novembro de 2005  | Guayaquil, Equador  | Saibro | Flávio Saretta       | 6–2, 1–6, 6–0    |
| 5.  | 15 de outubro de 2007  | Bogotá, Colômbia    | Saibro | Santiago Giraldo     | 7–6(3), 6–4      |
| 6.  | 3 de março de 2008     | Bogotá, Colômbia    | Saibro | Iván Navarro         | 6–3, 1–6, 6–3    |
| 7.  | 15 de setembro de 2008 | Cáli, Colômbia      | Saibro | Leonardo Mayer       | 6–2 ret.         |
| 8.  | 22 de setembro de 2008 | Bogotá, Colômbia    | Saibro | Horacio Zeballos     | 6–4, 4–6, 6–4    |
| 9.  | 22 de março de 2009    | Marrakech, Marrocos | Saibro | Lamine Ouahab        | 4–6, 7–5, 6–2    |
| 10. | 17 de maio de 2009     | Zagreb, Croácia     | Saibro | Olivier Rochus       | 6–3, 6–4         |
| 11. | 19 de julho de 2009    | Bogotá, Colômbia    | Saibro | Horacio Zeballos     | 4–6, 7–6(5), 6–4 |
| 12. | 12 de abril de 2010    | Blumenau, Brasil    | Saibro | Bastian Knittel      | 7–5, 6–7(5), 6–4 |
| 13. | 25 de outubro de 2010  | São Paulo, Brasil   | Saibro | Thomaz Bellucci      | 6–1, 3–6, 6–3    |
| 14. | 1 de novembro de 2010  | Medellín, Colômbia  | Saibro | Juan Sebastián Cabal | 6–3, 7-5         |

### Duplas (7)
| Legenda (duplas)                |
| Grand Slam (0)                  |
| ATP World Tour Masters 1000 (0) |
| ATP World Tour 500 (0)          |
| ATP World Tour 250 (0)          |
| ATP Challenger Tour (7)         |

| Títulos por piso |
| Duro (3)         |
| Grama (0)        |
| Saibro (4)       |
| Carpete (0)      |

| N. | Data                   | Torneio                | Piso   | Parceiro          | Oponentes na final                    | Placar           |
| 1. | 28 de julho de 2003    | Belo Horizonte, Brasil | Saibro | Alexandre Simoni  | Kentaro Masuda Takahiro Terachi       | 6–4, 6–2         |
| 2. | 2 de setembro de 2003  | Gramado, Brasil        | Duro   | Alexandre Simoni  | Santiago González Alejandro Hernández | 7–6(5), 6–4      |
| 3. | 9 de agosto de 2004    | Manta, Equador         | Duro   | Santiago González | Eric Nunez Jimy Szymanski             | 3–6, 6–2, 7–6(5) |
| 4. | 18 de abril de 2005    | Bogotá, Colômbia       | Saibro | Santiago González | Goran Dragicevic Mirko Pehar          | 7–6(4), 6–3      |
| 5. | 12 de setembro de 2005 | Sevilla, Espanha       | Saibro | Fernando Vicente  | Flavio Cipolla Alessandro Motti       | 6–2, 6–7(1), 7–5 |
| 6. | 17 de outubro de 2005  | Bogotá, Colômbia       | Saibro | Santiago González | Frederico Gil Marcelo Melo            | 6–2, 7–5         |
| 7. | 8 de outubro de 2007   | Quito, Equador         | Saibro | Brian Dabul       | Hugo Armando Ricardo Mello            | 4–6, 7–5, [10–7] |

## Vice-campeonato (14)

### Simples (7)
| Legenda                |
| Grand Slam (0)         |
| Tennis Masters Cup (0) |
| ATP Masters Series (0) |
| ATP Tour (0)           |
| Challengers (7)        |

| Finais por piso |
| Duro (1)        |
| Grama (0)       |
| Saibro (6)      |
| Carpete (0)     |

| N. | Data                   | Torneio                 | Piso   | Oponente na final    | Placar           |
| 1. | 8 de outubro de 2001   | Lima, Peru              | Saibro | Juan Ignácio Chela   | 6–2, 1–0 ret.    |
| 2. | 12 de setembro de 2005 | Sevilla, Espanha        | Saibro | Marco Mirnegg        | 6–3, 3–0 ret.    |
| 3. | 10 de outubro de 2005  | Quito, Equador          | Saibro | Thiago Alves         | 1–6, 7–6(1), 6–2 |
| 4. | 5 de março de 2007     | Salinas, Equador        | Duro   | Juan Pablo Brzezicki | 6–4, 6–4         |
| 5. | 12 de novembro de 2007 | Buenos Aires, Argentina | Saibro | Sergio Roitman       | 6–1, 6–4         |
| 6. | 19 de novembro de 2007 | Lima, Peru              | Saibro | Pablo Cuevas         | 0–6, 6–4, 6–3    |
| 7. | 31 de março de 2008    | Napoli, Itália          | Saibro | Potito Starace       | 6–4, 4–6, 7–6(3) |

### Duplas (7)
| Legenda                |
| Grand Slam (0)         |
| Tennis Masters Cup (0) |
| ATP Masters Series (0) |
| ATP Tour (0)           |
| Challengers (7)        |

| Finais por piso |
| Duro (2)        |
| Grama (0)       |
| Saibro (5)      |
| Carpete (0)     |

| N. | Data                 | Torneio                  | Piso   | Parceiro          | Oponentes na final                    | Placar        |
| 1. | 24 de setembro 2001  | São Paulo, Brasil        | Saibro | Ricardo Mello     | Adriano Ferreira Edgardo Massa        | W.O.          |
| 2. | 24 de junho 2002     | Eisenach, Alemanha       | Saibro | Adrián García     | Edwin Kempes Martin Verkerk           | 6–3, 6–4      |
| 3. | 26 de julho de 2004  | Belo Horizonte, Brasil   | Duro   | Ivan Miranda      | Sanchai Ratiwatana Sonchat Ratiwatana | 6–2, 7–5      |
| 4. | 3 de janeiro de 2005 | São Paulo, Brasil        | Duro   | Tomás Behrend     | André Sá Bruno Soares                 | 6–2, 6–2      |
| 5. | 17 de janeiro 2005   | La Serena, Chile         | Saibro | Tomás Behrend     | Enzo Artoni Ramón Delgado             | 7–6(2), 6–4   |
| 6. | 4 de abril 2005      | Cidade do México, México | Saibro | Flávio Saretta    | Lukáš Dlouhý Pável Šnobel             | 5–7, 6–4, 6–3 |
| 7. | 18 de julho de 2005  | Bogotá, Colômbia         | Saibro | Santiago González | Brian Dabul Marcelo Melo              | 6–4, 6–4      |

## Jogos Pan-Americanos do Rio de Janeiro
- Primeira rodada Rasid Winklaar (Antilhas Holandesas) Segunda rodada  6-2, 6-0
- Segunda rodada Luis Javier Cuellar (Cuba) Oitavas-de-final  6-1, 6-4
- Quartas-de final Eduardo Schwank (Argentina) Quartas-de-final  6-2, 6-7, 5-7